# Tomeurus gracilis
Tomeurus gracilis är en fiskart som beskrevs av Eigenmann, 1909. Tomeurus gracilis ingår i släktet Tomeurus och familjen Poeciliidae. Inga underarter finns listade i Catalogue of Life.